# Joe Tacopina
Joseph Tacopina, detto Joe (New York, 14 aprile 1966), è un avvocato e dirigente sportivo statunitense.

## Biografia
Possiede la cittadinanza italiana per le sue origini: è nato infatti a New York nel 1966 da genitori italiani, Cosmo (1917-2011), originario di Roma, quartiere Monte Mario, e Josephine Tacopina (nata Oliva; 1924-2019), di famiglia originaria di Montelepre, in provincia di Palermo. Il padre era un commerciante di scatole per l'imballaggio, mentre la madre era addetta alla contabilità presso il New York City Fire Department.
Cresciuto a Brooklyn, Tacopina frequenta dapprima lo Skidmore College di Saratoga Springs, e successivamente la University of Bridgeport, nel Connecticut, dove nel 1991 consegue la laurea in legge. Lavora per tre anni al District Attorney’s Office di Kings County, a New York, e nel 1994 apre il suo studio legale Tacopina Law, con sede a Manhattan.
Grazie alla propria intraprendenza ed eloquenza oratoria si afferma presto tra gli avvocati più in vista del foro newyorkese, assumendo la difesa di personaggi come l'ex capo del New York Police Department Bernard Kerik, l'attore Lillo Brancato, Joran van der Sloot (sospettato della misteriosa scomparsa di Natalee Holloway) e il velista italiano Chico Forti.
Tacopina ha occasionalmente collaborato con il mondo televisivo statunitense: è stato ingaggiato come opinionista giudiziario da Fox News e MSNBC; per la ABC ha invece seguito come corrispondente il processo per l'omicidio di Meredith Kercher a Perugia.
Dal 2022 al 2024 è stato l'avvocato personale del Presidente americano Donald Trump. Tacopina ha fatto parte del Team Legale che si occupa delle 34 accuse, rivolte da una Gran Giurì dello Stato di New York contro Trump, relative alla falsificazione di documenti aziendali nel periodo 2016-17. Secondo la Procura, Trump avrebbe pagato illegalmente Stormy Daniels, una pornostar, per mantenere il segreto su una relazione avvenuta tra loro.

### Attività nel calcio
Nel 2011, Tacopina è co-fondatore della Madison Avenue Sports and Entertainment (MadAve), che fa parte della cordata americana, capitanata da Thomas DiBenedetto, divenuta proprietaria della Roma. Tacopina ricopre subito un ruolo di primo piano nella gestione del club giallorosso e dal 27 ottobre 2011 diventa ufficialmente membro del consiglio di amministrazione dell'AS Roma, ricoprendo anche il ruolo di vicepresidente del club.
L'8 settembre 2014, si dimette dal CdA e da vicepresidente della Roma per tentare nuovamente la scalata al Bologna. Il 17 settembre firma un preaccordo per rilevare il club insieme al magnate italo-canadese Joey Saputo. L'8 ottobre, in tarda serata, l'offerta di Tacopina viene accettata dal CdA del Bologna F.C., assumendo ufficialmente il successivo 15 ottobre la carica di presidente del Bologna. Riportata subito la squadra in Serie A, il 20 settembre 2015 si dimette dalla carica di presidente con una buonuscita di 3,5 milioni di euro, in contrasto con il proprietario del club Joey Saputo.
Il 6 ottobre 2015, diventa azionista di riferimento del Venezia, che milita in Serie D, e di cui assume la presidenza. Il progetto si rivela sin da subito ambizioso, con la scelta di Giorgio Perinetti come direttore sportivo e di Filippo Inzaghi come allenatore. Con i lagunari vince due campionati consecutivi, riportando il club nel 2017 in Serie B dopo 12 anni. Il 18 febbraio 2020, cede la carica e le quote azionarie del club veneto.
Il 16 gennaio 2021, Tacopina firma un preliminare dove si impegna ad acquistare il 100% del pacchetto azionario del Catania, che milita in Serie C. A giugno però Tacopina si tira indietro a causa di alcuni contrasti con i proprietari del club.
Il 13 agosto 2021, Joe Tacopina diventa presidente della SPAL, a distanza di un anno dalla retrocessione dalla Serie A. Sotto la sua presidenza, nella stagione 2022-2023 la SPAL retrocede in Serie C. Il 13 maggio 2023, nel giorno della retrocessione matematica in Serie C, mostra ai tifosi che lo contestavano allo stadio il dito medio.
Il 6 giugno 2025, Tacopina non iscrive la squadra al campionato, portandola alla mancata concessione della Licenza Nazionale e all'esclusione dal prossimo campionato di Serie C. L’8 giugno il sindaco di Ferrara, Alan Fabbri, tramite una nota ufficiale definisce il comportamento del presidente Tacopina "inaccettabile, ingeneroso e intollerabile" e dichiara di voler procedere con un nuovo progetto sportivo, ribadendo che "la SPAL della precedente proprietà non rappresenta più Ferrara". Il 12 giugno un corteo composto da oltre 2.000 tifosi della SPAL sfila per le strade di Ferrara con lo striscione "Ferrara merita rispetto", partendo dallo Stadio Paolo Mazza e raggiungendo la sede del Comune,  per esprimere il proprio dissenso nei confronti dell'operato di Joe Tacopina e sollecitare l’amministrazione comunale ad avviare un nuovo percorso che rispetti la storia biancazzurra.
Il 6 agosto 2025, davanti alla giudice Anna Ghedini, il Tribunale di Ferrara dichiara lo stato di liquidazione giudiziale della società SPAL Srl, di proprietà di Joe Tacopina e Marcello Follano, a causa di debiti superiori ai 10 milioni di euro. Le istanze di liquidazione vengono presentate dai dipendenti (per una cifra intorno ai 170mila euro), dai giocatori (per stipendi arretrati pari a 1,2 milioni di euro), dal collegio sindacale della società e dalla Procura di Ferrara, quest'ultima a seguito del presunto mancato versamento di imposte all'Agenzia delle Entrate per circa 8,5 milioni di euro, relative al triennio 2022-2024.